# Spółgłoska zwarto-szczelinowa miękkopodniebienna dźwięczna
Spółgłoska zwarto-szczelinowa miękkopodniebienna dźwięczna – rodzaj dźwięku spółgłoskowego występujący w językach naturalnych, oznaczany w międzynarodowej transkrypcji fonetycznej IPA symbolem [ɡɣ].

## Artykulacja
W czasie artykulacji tej spółgłoski:
- modulowany jest strumień powietrza wydychany z płuc, czyli jest to spółgłoska płucna egresywna
- tylna część podniebienia miękkiego zamyka dostęp do jamy nosowej, jest to spółgłoska ustna
- prąd powietrza w jamie ustnej uchodzi wzdłuż środkowej linii języka – spółgłoska środkowa
- tylna część języka dotyka podniebienia miękkiego - jest to spółgłoska miękkopodniebienna.
- Dochodzi do całkowitego zablokowania przepływu powietrza przez jamę ustną i nosową, a następnie do przejścia bezpośrednio, bez plozji, do spółgłoski.
- wiązadła głosowe drgają, spółgłoska ta jest dźwięczna

## Przykłady
Języki posiadające [ɡɣ] jako głoskę są bardzo nieliczne, i w większości wymierające, lecz głoska występuje w angielskich dialektach Scouse i Cockney jako alofon [g], np. "Good" [ˈɡ͡ɣʊˑd̥], „dobro”.